# ری استیونسون
ری استیونسون (به انگلیسی: Ray Stevenson) (زادهٔ ۲۵ مهٔ ۱۹۶۴ - درگذشتهٔ ۲۱ مهٔ ۲۰۲۳) بازیگر زاده ایرلند شمالی بود.
از فیلم‌های معروف او می‌توان به فیلم‌های جی.آی.جو: تلافی، سه تفنگدار و مجازاتگر: منطقه جنگی اشاره کرد.
نقش تایتس پولو در سریال رم ایفا کرد.

## فیلم‌شناسی
فهرست برخی از فیلم‌هایی که ری استیونسون در آنها به ایفای نقش پرداخته است:
- جی.آی.جو: تلافی
- سه تفنگدار
- ناهمگون
- سیرک عجایب: دستیار یک شبح
- مجازاتگر: منطقه جنگ
- ثور
- اون‌یکی‌ها
- ثور: دنیای تاریک
- آرتور شاه
- کتاب عیلی
- کشتن مرد ایرلندی
- تئوری پرواز
- ماشین جین منسفیلد